# 1592 год
1592 (ты́сяча пятьсо́т девяно́сто второ́й) год  по григорианскому календарю — високосный год, начинающийся в среду. Это 1592 год нашей эры, 2‑й год 10‑го десятилетия XVI века 2‑го тысячелетия, 3‑й год 1590‑х годов. Он закончился 433 года назад.
| Пн | Вт | Ср | Чт | Пт | Сб | Вс |
|    |    | 1  | 2  | 3  | 4  | 5  |
| 6  | 7  | 8  | 9  | 10 | 11 | 12 |
| 13 | 14 | 15 | 16 | 17 | 18 | 19 |
| 20 | 21 | 22 | 23 | 24 | 25 | 26 |
| 27 | 28 | 29 | 30 | 31 |    |    |

| Пн | Вт | Ср | Чт | Пт | Сб | Вс |
|    |    |    |    |    | 1  | 2  |
| 3  | 4  | 5  | 6  | 7  | 8  | 9  |
| 10 | 11 | 12 | 13 | 14 | 15 | 16 |
| 17 | 18 | 19 | 20 | 21 | 22 | 23 |
| 24 | 25 | 26 | 27 | 28 | 29 |    |

| Пн | Вт | Ср | Чт | Пт | Сб | Вс |
|    |    |    |    |    |    | 1  |
| 2  | 3  | 4  | 5  | 6  | 7  | 8  |
| 9  | 10 | 11 | 12 | 13 | 14 | 15 |
| 16 | 17 | 18 | 19 | 20 | 21 | 22 |
| 23 | 24 | 25 | 26 | 27 | 28 | 29 |
| 30 | 31 |    |    |    |    |    |

| Пн | Вт | Ср | Чт | Пт | Сб | Вс |
|    |    | 1  | 2  | 3  | 4  | 5  |
| 6  | 7  | 8  | 9  | 10 | 11 | 12 |
| 13 | 14 | 15 | 16 | 17 | 18 | 19 |
| 20 | 21 | 22 | 23 | 24 | 25 | 26 |
| 27 | 28 | 29 | 30 |    |    |    |

| Пн | Вт | Ср | Чт | Пт | Сб | Вс |
|    |    |    |    | 1  | 2  | 3  |
| 4  | 5  | 6  | 7  | 8  | 9  | 10 |
| 11 | 12 | 13 | 14 | 15 | 16 | 17 |
| 18 | 19 | 20 | 21 | 22 | 23 | 24 |
| 25 | 26 | 27 | 28 | 29 | 30 | 31 |

| Пн | Вт | Ср | Чт | Пт | Сб | Вс |
| 1  | 2  | 3  | 4  | 5  | 6  | 7  |
| 8  | 9  | 10 | 11 | 12 | 13 | 14 |
| 15 | 16 | 17 | 18 | 19 | 20 | 21 |
| 22 | 23 | 24 | 25 | 26 | 27 | 28 |
| 29 | 30 |    |    |    |    |    |

| Пн | Вт | Ср | Чт | Пт | Сб | Вс |
|    |    | 1  | 2  | 3  | 4  | 5  |
| 6  | 7  | 8  | 9  | 10 | 11 | 12 |
| 13 | 14 | 15 | 16 | 17 | 18 | 19 |
| 20 | 21 | 22 | 23 | 24 | 25 | 26 |
| 27 | 28 | 29 | 30 | 31 |    |    |

| Пн | Вт | Ср | Чт | Пт | Сб | Вс |
|    |    |    |    |    | 1  | 2  |
| 3  | 4  | 5  | 6  | 7  | 8  | 9  |
| 10 | 11 | 12 | 13 | 14 | 15 | 16 |
| 17 | 18 | 19 | 20 | 21 | 22 | 23 |
| 24 | 25 | 26 | 27 | 28 | 29 | 30 |
| 31 |    |    |    |    |    |    |

| Пн | Вт | Ср | Чт | Пт | Сб | Вс |
|    | 1  | 2  | 3  | 4  | 5  | 6  |
| 7  | 8  | 9  | 10 | 11 | 12 | 13 |
| 14 | 15 | 16 | 17 | 18 | 19 | 20 |
| 21 | 22 | 23 | 24 | 25 | 26 | 27 |
| 28 | 29 | 30 |    |    |    |    |

| Пн | Вт | Ср | Чт | Пт | Сб | Вс |
|    |    |    | 1  | 2  | 3  | 4  |
| 5  | 6  | 7  | 8  | 9  | 10 | 11 |
| 12 | 13 | 14 | 15 | 16 | 17 | 18 |
| 19 | 20 | 21 | 22 | 23 | 24 | 25 |
| 26 | 27 | 28 | 29 | 30 | 31 |    |

| Пн | Вт | Ср | Чт | Пт | Сб | Вс |
|    |    |    |    |    |    | 1  |
| 2  | 3  | 4  | 5  | 6  | 7  | 8  |
| 9  | 10 | 11 | 12 | 13 | 14 | 15 |
| 16 | 17 | 18 | 19 | 20 | 21 | 22 |
| 23 | 24 | 25 | 26 | 27 | 28 | 29 |
| 30 |    |    |    |    |    |    |

| Пн | Вт | Ср | Чт | Пт | Сб | Вс |
|    | 1  | 2  | 3  | 4  | 5  | 6  |
| 7  | 8  | 9  | 10 | 11 | 12 | 13 |
| 14 | 15 | 16 | 17 | 18 | 19 | 20 |
| 21 | 22 | 23 | 24 | 25 | 26 | 27 |
| 28 | 29 | 30 | 31 |    |    |    |

## События
- 1493—1593 — Столетняя хорватско-османская война. Серия вооружённых конфликтов между Королевством Хорватия и Османской империей[1].
- 1507—1622 — Португало-персидская война. Ряд вооружённых конфликтов между колониалистской Португалией и вассальным Ормузом, с одной стороны, и Сефевидской империей, поддерживаемой англичанами, с другой[2].
- 1511—1641 — Малайско-португальская война. Вооружённый конфликт XVI-XVII веков, в котором Малаккский султанат при поддержке империи Мин, Голландской Ост-Индской компании (с 1607) и Джохора безуспешно сопротивлялся Португальской империи, стремившейся захватить Малакку и установить контроль над торговлей между Индией и Китаем[3].
- 1566—1609 — первый этап Нидерландской буржуазной революции (Восьмидесятилетняя война). Религиозно-идеологическая, политическая и социально-экономическая борьба Семнадцати провинций за независимость от испанского владычества[4].
- 1585—1604 — Англо-испанская война[5].
- 1585—1598 — Восьмая гугенотская война[6].
  - Декабрь 1591—май 1592 — осада Руана[7].
  - 24 апреля—21 мая — битва при Кодбеке[8].
  - 21—24 мая — битва при Краоне. Сражение между французской королевской армии герцога Франсуа де Монпансье и принца Конти, усиленной английским контингентом, против объединённых сил Испании и Католической лиги[9].
- 1591—1592 — закончилось восстание крестьян и ремесленников в Гиляне (Персия).
- 1591—1593 — восстание К. Косинского в Речи Посполитой[10].
- 1592—1593 — столкновения населения с войском в районах Эрзурума и Багдада.

- 1592—1598 — началась Японо-корейская война (Имдинская война)[11]:
  - 24 мая — осада Пусана[11].
  - 24—26 мая — битва за Тадэ[11].
  - 25—26 мая — битва за Тоннэ[12].
  - 4 июня — битва при Санджу[12].
  - 8 июня — битва при Тхангымдэ[12].
  - 16 июня — битва при Окпхо[12].
  - 17 июня — битва при Хаппхо[12].
  - 17 июня — битва при Чокджинпхо[12].
  - 8 июля — битва при Сачхоне[12].
  - 10 июля — битва при Танпхо[12].
  - 13 июля — битва при Танханпхо[12].
  - 15 июля — морская битва при Юльпхо[12].
  - 15 августа — морская битва при Хансандо[12].
- 31 мая — Сигизмунд III женился на принцессе Анне Габсбург (1573-1598)[10].
- Маршал Клас Флеминг, командующий шведскими войсками в Финляндии, получил от Сигизмунда III широкие полномочия.
- Начало крестьянского восстания «кроканов» во Франции.
- Крестьянское движение в Суражском старостве (Подляшье).
- Присоединение к империи Моголов Синда и Ориссы.
- Поход китайской армии в Нинся против монголов.
- Поход китайской армии в Гуйчжоу против местных повстанцев.
- Падение династии Маков во Вьетнаме. Государь Ле Тхе Тонг разгромил Маков и вернулся в столицу. На севере родичи Маков снова подняли мятеж.
- Завершена реконструкция Сплитского порта.

## Русское государство
Царствование: 1584—1598 — Фёдор Иванович
- 1590 — 1595 — Русско-шведская война[10].
  - Русское войско безуспешно пытались взять Выборг[13].
  - Октябрь—ноябрь — русское войско сделало рейд в Южную Финляндию, дошли до Гельсингфорса (сов. Хельсинки) и Або (Турку)[13].
- Начало июня — у Фёдора Ивановича рождается дочь Феодосия (ум. 1593). По случаю её рождения царь освобождает всех заточённых в темницах и приговоренных к казни, раздаёт по монастырям милостыню[14].
  - 14 июня — в Чудовом монастыре крещена царевна Феодосия[14].
- По некоторым данным, Фёдор Иванович подписывает указ об отмене права перехода крестьян от одного помещика к другому, в том числе и в "Юрьев день"[14].
- Кашира подверглась нападению и разорению от отрядов крымских царевичей калги Фети-Гирея и нурадина Бахт-Гирея[15].
- Пожалованы окольничеством: Годунов Яков Михайлович[16], Хворостинин Андрей Иванович[17].
- Пожалованы боярством: Голицын Иван Иванович, Черкасский Борис Кайбулатович и Воротынский Иван Михайлович[17], Голицын Андрей Иванович[18].
- На службу Государю выехал родоначальник дворянского рода: Молчановы[19].
- Местничество: Голицын Андрей Иванович и Глинский Иван Михайлович[18].
- Борис Годунов жестоко отомстил обвинявших его людей, о якобы приводе крымских татар к Москве в 1591 году[20].

### Города и поселения
- По указу царя Фёдора Ивановича, правительством Бориса Годунова заложена крепость Елец (см. 1591 год)[21].
- Село Сухиничи (сов. г. Сухиничи) пожаловано царём Вознесенскому монастырю[22].
- В Белёве построена деревянная крепость (сожжена в 1613 году)[23].
- Впервые упоминается Даниловская слобода (село Даниловское). (сов. г. Данилов)[24].

### Акты и грамоты
- 29 июля — роспись елецким сторожам[25].

### Руководители приказов
| Года      | Приказ            | Ф,И,О главы                 | Примечания |
| --------- | ----------------- | --------------------------- | ---------- |
| 1577-1594 | Разрядный приказ  | Щелкалов Василий Яковлевич  |            |
| 1570-1594 | Посольский приказ | Щелкалов Андрей Яковлевич   |            |
| 1584-1597 | Большого дворца   | Годунов Григорий васильевич | Боярин     |
| 1586-1593 | Стрелецкий приказ | Годунов Иван Васильевич     | Боярин     |

## Начало правления
См. также: Список глав государств в 1592 году
- 1592—1599 — Сигизмунд Ваза (король Польши)[10], король Швеции
- 1592—1605 — Климент VIII (1536—1605), Папа римский
- 1592—1601 — Михай Храбрый (1558—1601), Господарь Валахии.

## Родились

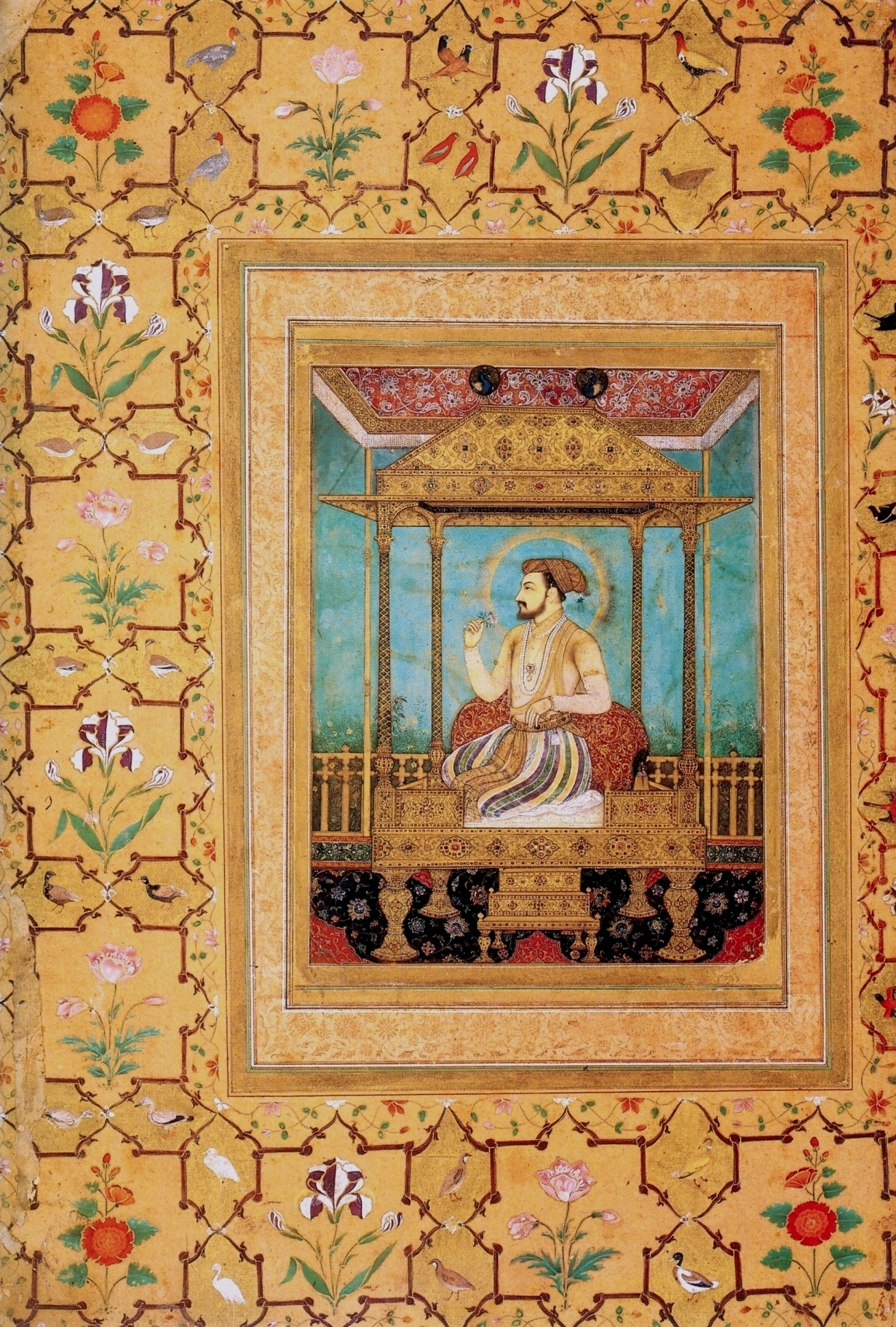
Изображение индийского падишаха Шах-Джахана

См. также: Категория:Родившиеся в 1592 году
- Айсиньгиоро Абахай — восьмой сын маньчжурского правителя Нурхаци, второй император династии Цин, пришедшей впоследствии к власти в Китае.
- Этьен Брюле — французский путешественник и землепроходец.
- Джордж Вильерс — 1-й герцог Бекингем, английский государственный деятель, фаворит и министр королей Якова I и Карла I Стюартов.
- Пьер Гассенди — французский философ, математик, астроном и исследователь древних текстов.
- Густав Горн — шведский фельдмаршал, граф.
- Иоганн-Адам Шалль — немецкий иезуит, учёный, миссионер.
- Жак Калло — французский гравёр и рисовальщик, мастер офорта, работавший в стиле маньеризм.
- Ян Амос Коменский — чешский педагог-гуманист, писатель, общественный деятель, епископ Чешскобратской церкви, основоположник научной педагогики, изобретатель классно-урочной системы.
- Доменико Мадзокки — итальянский композитор.
- Мустафа I — султан Османской империи в 1617—1618 и в 1622—1623.
- Питер Снайерс — фламандский художник-баталист эпохи барокко.
- Шах-Джахан — правитель империи Великих Моголов (1627—1658), обессмертивший своё имя постройкой Тадж-Махала.
- Вильгельм Шиккард — немецкий учёный, астроном, математик и востоковед, создатель первого, после антикитерского механизма, механического калькулятора, профессор кафедры восточных языков в университете Тюбингена.

## Скончались

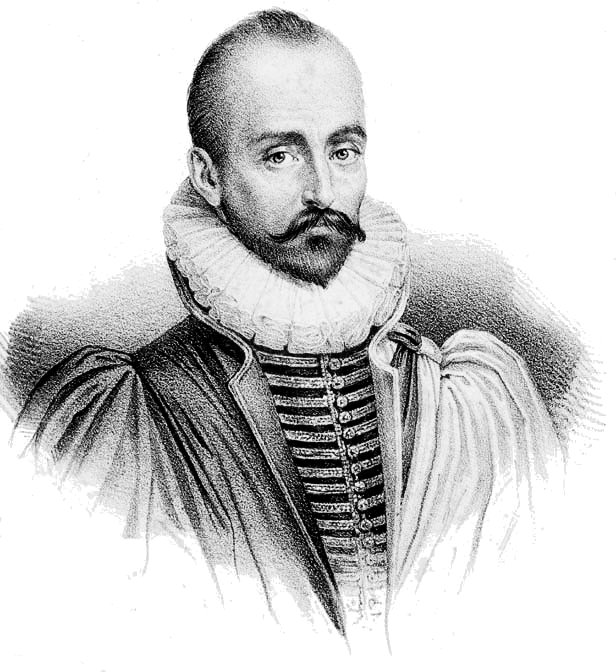
Изображение Мишеля де Монтень

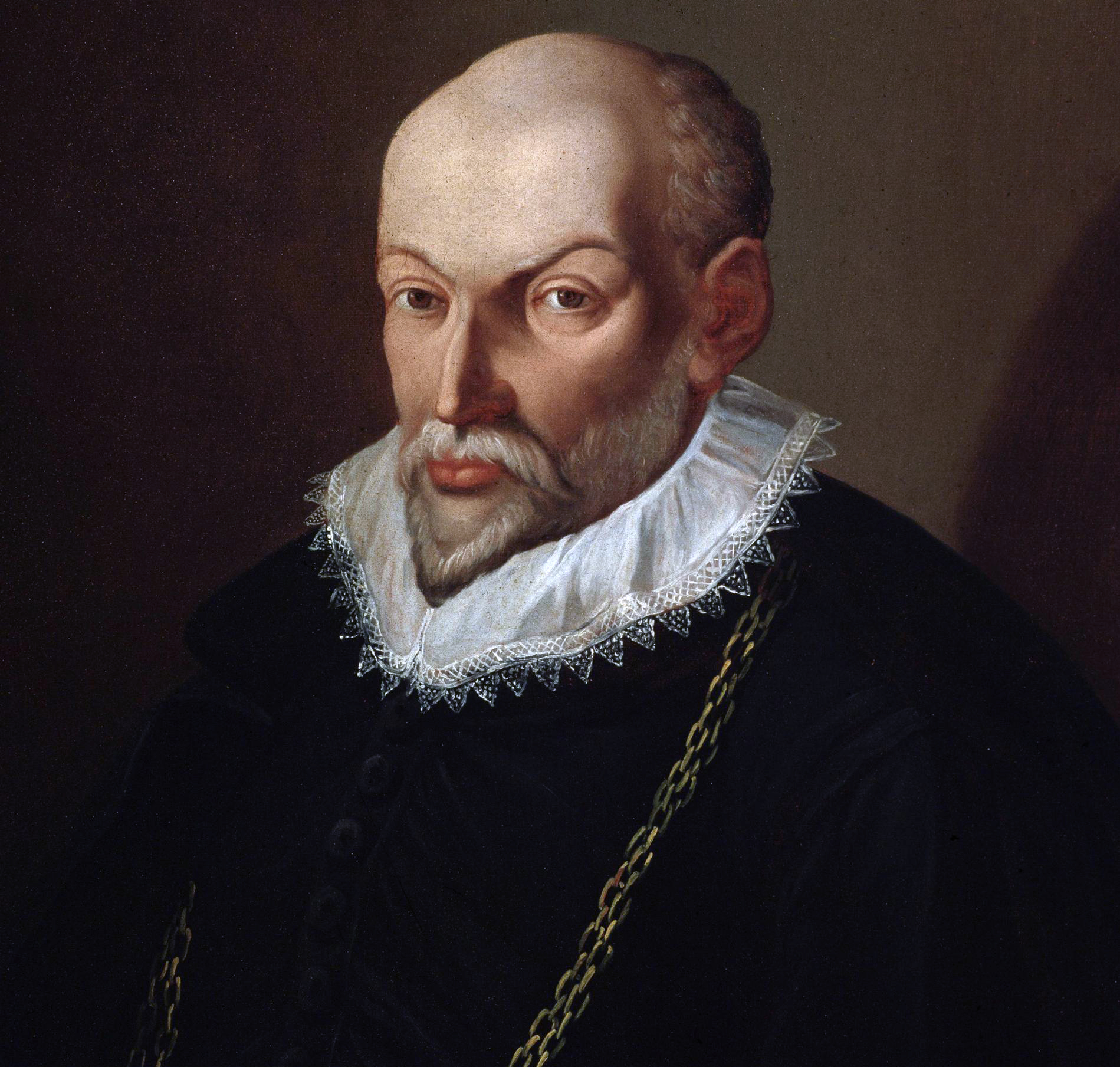
Изображение Орландо ди Лассо

См. также: Категория:Умершие в 1592 году
- 26 мая (5 июня) — Шереметев Фёдор Васильевич, боярин (с 1584)[28].
- Бартоломео Амманати — один из самых плодовитых флорентийских скульпторов и архитекторов эпохи маньеризма. Муж поэтессы Лауры Баттиферри.
- Якопо Бассано — итальянский художник, представитель венецианской школы.
- Роберт Грин — английский драматург, поэт и памфлетист.
- Елизавета Австрийская — королева Франции, жена короля Франции Карла IX.
- Марк Антонио Индженьери — итальянский композитор, капельмейстер и педагог, обучал музыке Клаудио Монтеверди.
- Томас Кэвендиш — английский мореплаватель, пират.
- Орландо ди Лассо — франко-фламандский композитор.
- Мишель де Монтень — французский писатель и философ эпохи Возрождения, автор книги «Опыты».
- Педро Сармьенто де Гамбоа — испанский исследователь, путешественник, мореплаватель, солдат, писатель, поэт, историк, учёный (астроном, космограф, математик) и гуманист.
- Фарнезе, Алессандро — испанский полководец и наместник Нидерландов (с 1578 года), который подвёл черту под Нидерландской революцией на территории нынешней Бельгии. Успех его военных действий позволил Габсбургам удерживать фламандские провинции вплоть до конца XVIII века. В 1586 году он стал герцогом Пармы и Пьяченцы, но в Италию так и не вернулся.
- Юхан III — шведский король в 1568—1592. Сын шведского короля Густава Васы и Маргареты Лейонхувуд[10].
- Модерата Фонте — венецианская писательница и поэтесса.